# التزام (بديع)
الالتزام عند أهل البديع هو "لزوم ما لا يلزم"، ويسمى التشديد والإعنات والتضمين أيضًا. وهو أي يجيء قبل حرف الروي أو ما في معناه ما ليس بلازم في القافية أو السجع.